# Krasinskoje (Kałmucja)
Krasinskoje (ros. Красинское) – wieś w Rosji, w Kałmucji, w rejonie łagańskim. W 2021 liczyła 933 mieszkańców.